# Monte Colombo

200pw

Monte Colombo (Mount Clomb en dialecte romagnol) est une commune italienne de la province de Rimini dans la région Émilie-Romagne en Italie.

## Géographie
Monte Colombo est situé sur la route provinciale SP42 qui mène de Montescudo à Morciano di Romagna, entre la république de Saint-Marin et Cattolica sur la riviera romagnole. La commune et ses hameaux bordent la rive gauche du torrent Conca.
Situé à 315 mètres d’altitude, à 23 km au sud de Rimini et à 73 km de Forlì.

## Histoire

### Origine
Le territoire de Monte Colombo révèle des traces d’établissements romains datant de la république romaine. À partir du IIe siècle av. J.-C., à proximité du torrent Conca, des villas romaines appelées Crustumium sont bâties avec une vocation agricole.
Si, pendant la période byzantine les villas étaient relativement éparses sur le territoire en revanche, à la suite des invasions barbares, au IXe siècle se développa le phénomène d’incastellamento ou d’enchâtellement qui obligea les populations à se regrouper sur les hauteurs, dans des lieux fortifiés en bois puis en briques.

### Ere moderne
Durant la domination des Malatesta (famille), Monte Colombo compte diverses fortifications : la rocca de Monte Colombo, la défense principale, la tour de défense de Croce, la fortification de Ca' Castellano positionnée en aval du château de Monte Colombo et une tour en amont pour surveiller les alentours de Montescudo.
À la fin du XVe siècle, construction du château de San Savino, avec murailles et petites tours de défense, sur la route entre Coriano et Montescudo pour la défense de la plaine agricole.
Au XVIe siècle, Monte Colombo passe sous la domination de César Borgia, puis en 1503 sous la juridiction de la république de Venise, et enfin sous l’administration pontificale entre 1509 et 1510.

### Ere contemporaine
Durant la période napoléonienne, Monte Colombo connait le laïcisme révolutionnaire français.

Au retour sous l’État pontifical, la commune est l’objet de modifications territoriales entre ses voisines Albereto et Montescudo.

## Administration
| Période                                  | Période  | Identité        | Étiquette     | Qualité |
| ---------------------------------------- | -------- | --------------- | ------------- | ------- |
| 16/05/2011                               | En cours | Eugenio Fiorini | Liste civique |         |
| Les données manquantes sont à compléter. |          |                 |               |         |

### Hameaux
Taverna, Croce, Osteria Nuova, Ca’Castellano, Ca’Menghini, San Marco, San Savino

### Communes limitrophes
Coriano, Gemmano, Montescudo, San Clemente

## Population

### Évolution de la population en janvier de chaque année
| 1861  | 1901  | 1921  | 1951  | 1961  | 1971  | 1981  | 1991  | 2001  |
| ----- | ----- | ----- | ----- | ----- | ----- | ----- | ----- | ----- |
| 2 127 | 2 625 | 2 491 | 2 377 | 2 066 | 1 659 | 1 479 | 1 710 | 1 951 |

| 2011  | - | - | - | - | - | - | - | - |
| ----- | - | - | - | - | - | - | - | - |
| 3 302 | - | - | - | - | - | - | - | - |

### Ethnies et minorités étrangères
Selon les données de l’Institut national de statistique (ISTAT) au 1er janvier 2011 la population étrangère résidente était de 217 personnes.
Les nationalités majoritairement représentatives étaient :
| Pos. | Pays  | Population |
| ---- | ----- | ---------- |
| 1    | Maroc | 48         |

## Monuments et lieux d’intérêt

### Architecture religieuse
- Chiesa di San Martino di Tours: construite de 1783 à 1784 à la place de l’ancienne église de saint Martin de Tours.
- Oratorio di Ca' di San Marco: réalisé en 1880.
- Oratorio di Taverna (1841), dédié aux saints Carlo et Rocco.
- Edicola di Ca' Castellano.
- Pieve di San Savino, avec un tabernacle en marbre du XVe siècle.

### Architecture civile
- Palazzo del Municipio: le palais municipal est un fdes plus importants du centre historique, qui remonte au XVIIIe siècle.
- Palazzo Orlandi-Contucci: du XVIe siècle restructuré à la fin du XIXe.
- Torre civica, tour civique construite en 1864 sur la base d’une des tours du château.

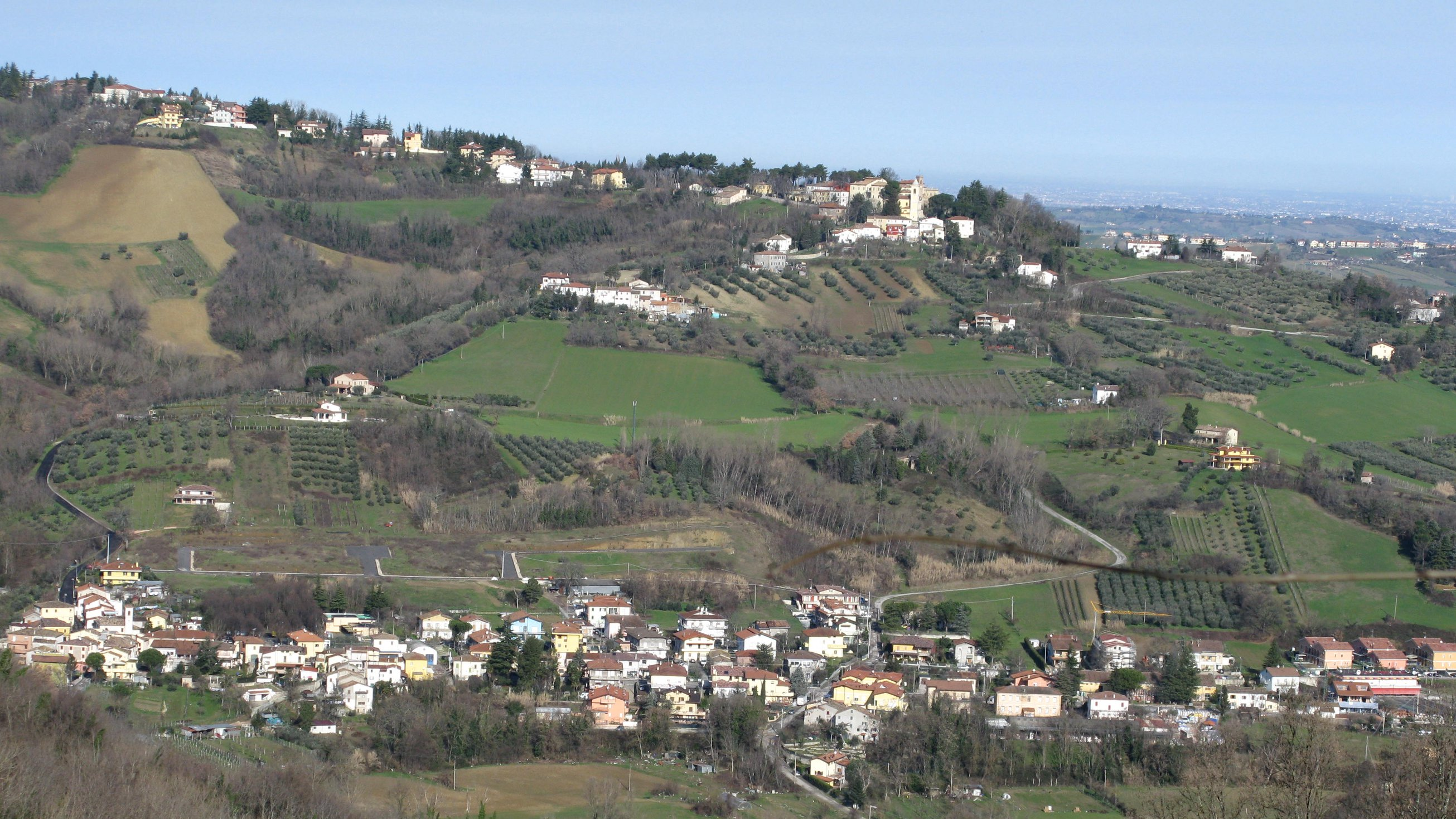
Panorama de Taverna.

- Antico Lavatoio di Monte Colombo, lavoir antique construit selon la méthode architecturale des trois vasques du Moyen Âge.
- Antico Lavatoio di Taverna, antique lavoir de Taverna de 1874.
- Fontana di Taverna (1869)

### Architecture militaire

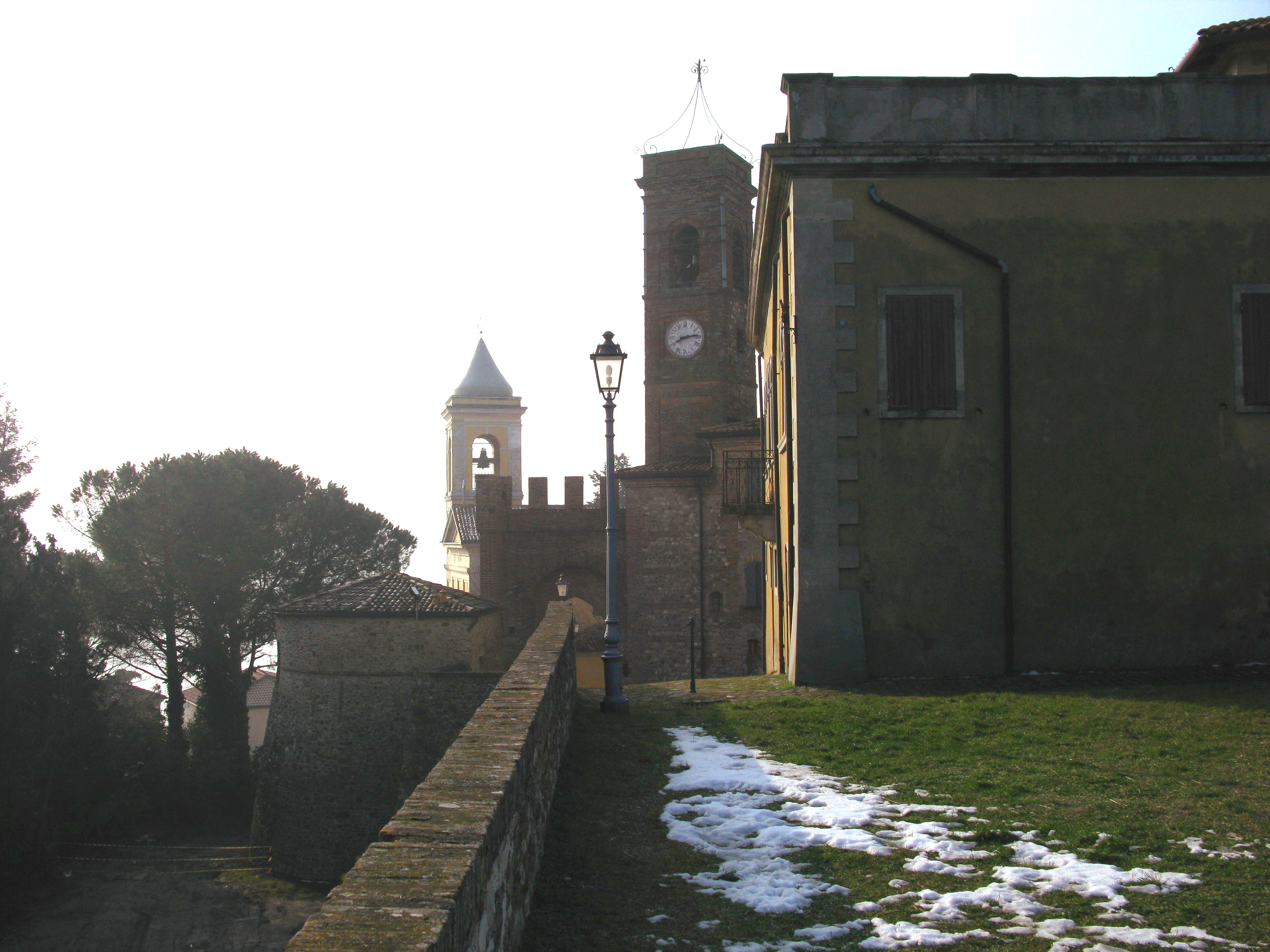
Château malatestien.

- Castello malatestiano: le château fut érigé au XIVe siècle par la famille Malatesta. Lieu de nombreuses batailles entre les Guelfes et les Gibelins. Le château reçut plusieurs interventions de restauration ces 300 dernières années à cause de la fragilité des matériaux utilisés pour la construction des murs (galets fluviaux).
- Castello di San Savino: le château de San Savono est une fortification de la fin du XVe siècle qui marque la fin des Malatesta et le début des périodes de César Borgia, de la république de Venise et de l’État pontifical.

### Lieux d’intérêt
- Antico Ponte sul Rio Calamino, l’antique pont de Taverna (XVIIIe siècle,
- Site archéologique du IIe siècle av. J.-C. d’époque romaine, près du parc public d’Osteria Nuova
- Parc du souvenir, dédié aux victimes de guerre, réalisé en 1923.
- Parc botanique du château de Monte Colombo, propriété privée.
- Aire de rééquilibre écologique (A.R.E.) du Rio Calamino, d’une superficie de 15,5 ha sur les communes de  Monte Colombo et de Montescudo.

## Fête et évènements
- La sacre de la tripe et du strozzapreti, principale manifestation qui valorise la gastronomie et l’œnologie de la Romagne et qui se déroule depuis 1967.
- Les Douceurs de Saint Martin depuis 2007, manifestation annuelle du 11 novembre.

## Sources
- (it) Cet article est partiellement ou en totalité issu de l’article de Wikipédia en italien intitulé « Monte Colombo » (voir la liste des auteurs) le 20/06/2012.

## Note
1. ↑  (it) Popolazione residente e bilancio demografico sur le site de l'ISTAT.